# Mittermühle (Freyung)
Mittermühle war ein amtlich benannter Gemeindeteil der Stadt Freyung im Landkreis Freyung-Grafenau.
Der Ort kam 1954 durch Eingemeindung von Ort zur Stadt Freyung, die den Gemeindeteilnamen 1974 aufhob.
Namensgebend war die am Saußbach liegende Mittlere Mühle. Nach der Mühle wurde der Mittermühlenweg in Freyung benannt. Bei der Volkszählung 1970 wurden 6 Einwohner festgestellt.
Heinrich List wurde 1915 in Mittermühle geboren.